# Stichting De Schiedamse Molens
Stichting De Schiedamse Molens is een molenstichting, die in 1981 is opgericht. De stichting zet zich in voor het beheer en behoud van de Schiedamse molens en bezit zes stadsmolens en een poldermolen (Babbersmolen). Deze laatste is in 2012 voorzien van kap en wieken, daarvoor bestond deze jarenlang uit een romp. Molen De Kameel is in 2011 in oude staat herbouwd. De Noletmolen is niet in bezit van de stichting.

## Molens in bezit
- De Drie Koornbloemen
- De Palmboom
- De Vrijheid
- De Walvisch
- De Noord
- De Kameel
- De Babbersmolen